# Letti sbagliati
Letti sbagliati è un film del 1965 diretto da Steno e diviso in quattro episodi.

## Trama

### Il complicato
Il signor Birolli, facoltoso commerciante d'olio, si trova a condividere una cabina di vagone letto con un tale Carlo, il quale comincia a fantasticare con lui sulla possibilità di avere avventure galanti in treno. La discussione prosegue nel vagone ristorante, coinvolgendo anche Vittorio, un professore di letteratura che vanta numerose esperienze. Proprio in quel momento il Birolli viene adocchiato da una bella signora vestita a lutto, che, lasciando cadere un fazzoletto, fa intuire le proprie intenzioni.
Infatti, durante la notte, il Birolli viene invitato nello scompartimento della vedova; lui accetta, ma, ancora incredulo sulla possibilità di avere un'avventura, scommette con Carlo che la donna non intende sedurlo. Giunto nella cabina della signora, infatti, temendo trattarsi di una trappola del suocero per incastrarlo prima del matrimonio, rimane diffidente e non riesce a concludere nulla. Nonostante il fiasco, finge comunque di aver trascorso una notte d'amore, e paga la scommessa a Carlo.
Alla fine si scoprirà che Carlo e la vedova non sono altro che truffatori, e che utilizzano questo stratagemma per adescare i viaggiatori ed estorcere loro denaro.

### 00 Sexy, missione bionda platino
L'Ingegner Filippo, ispirato da un sogno, escogita un macchinoso piano per rimanere bloccato in ascensore con la bella vicina, la signora Luzi, per poter approfittare di lei dopo averla narcotizzata. Purtroppo per lui l'intrigo finirà per ritorcerglisi contro, dal momento che, a rimanere bloccati in ascensore, saranno invece sua moglie ed il garzone. L'Ingegnere si ritroverà così cornificato senza essere riuscito a mettere in pratica l'avventura sognata.

### Quel porco di Maurizio
Durante un viaggio in treno fra Roma e Viterbo, Maurizio, irresistibilmente attratto dalla bella studentessa Enrichetta, l'assale improvvisamente e la bacia. Questa, messasi ad urlare, lo denuncia, facendo scoppiare uno scandalo.
Maurizio decide quindi di chiedere aiuto all'amico avvocato Giorgio, che, recatosi nella villa degli zii di Enrichetta con l'intento di far ritirare la denuncia, viene a sua volta sedotto dalla ragazza e passa la notte con lei. Il mattino dopo Giorgio non rivela all'amico l'avventura capitata, ma solamente che la zia della ragazza sarebbe disposta a ritirare la denuncia solo dietro il versamento di 500.000 lire da dare in beneficenza. Il problema per Maurizio sarà giustificare quell'ammanco di denaro alla moglie, ma Giorgio lo tranquillizza proponendosi di 'lavorarsi' pure lei come ha fatto con Enrichetta.

### La seconda moglie
Ciccio è un vedovo risposatosi con Dina, ma rimasto fedele alla memoria della prima moglie Rebecca. Con loro vive il cognato Franco, fratello della prima moglie, che si finge paralitico per vivere sulle spalle della coppia. Dina tuttavia, è infelice del matrimonio, e sta segretamente lavorando come infermiera a domicilio, facendo iniezioni al vicinato.
Allertato da una lettera anonima, Ciccio furente di gelosia dà la caccia alla moglie convinto di trovarla in flagrante adulterio; finisce però in commissariato, dove si scopre che la lettera era partita dodici anni prima ed è quindi arrivata in clamoroso ritardo. Riguardava perciò la prima moglie, che tradiva Ciccio con quello che lui credeva fosse il fratello, ma in realtà ne era l'amante, ovverosia Franco.
Colpito da una paralisi a causa della notizia, Ciccio finisce in sedia a rotelle, venendo accudito dalla moglie Dina e dal finto cognato Franco, che ora intrattiene una relazione anche con lei.

## Distribuzione
Il film è stato distribuito nei cinema italiani a partire dall'8 aprile 1965, mentre in Francia e Germania Ovest a partire dal 21 ottobre 1966. Il film è stato distribuito anche con i titoli Oi erotiarides in Grecia e Die richtige Frau im falschen Bett in Germania Ovest. All'uscita il film è stato vietato in Italia ai minori di anni 18 e in Germania Ovest ai minori di anni 16.
Il film è stato pubblicato in home video da CD Videosuono.

## Accoglienza

### Critica
(Film TV)